# Ист, Питер
Питер Ист (англ. Peter Easte) — британский стрелок, чемпион летних Олимпийских игр.
Ист принял участие в летних Олимпийских играх в Лондоне в стендовой стрельбе. Он стал олимпийским чемпионом в командной стрельбе и 17-м в индивидуальной.